# La cámara lúcida
La cámara lúcida es el último libro de Roland Barthes, de enfoque muy personal. Publicado por primera vez en francés en 1980 bajo el título de "La Chambre Claire", se convierte en referencia en cuanto a la reflexión en torno a la imagen.

## Estructura y contenido
En la primera parte del libro, Barthes señala la gran constante que existe entre el tema aparente en la imagen en torno a la vista del espectador. Es en esta cuando el autor introduce los términos [studium], [punctum], [advenimiento], [operator] y [spectator].
La segunda parte del libro tiene como eje central una fotografía de su madre en un invernadero, fotografía que no muestra en ninguna parte del libro.

## Términos introducidos por Barthes
“Nicaragua” de Koen Wessing: Fotografía que “choca” contra el autor. Lo que podría ser una foto trivial se transforma para Barthes en una imagen que lo deja fascinado. Él ve en primer lugar unos soldados, pero de forma azarosa, dos monjas se cuelan en el objetivo del fotógrafo, dando lugar a un shock, que esta vez surge como un advenimiento para el autor. La foto, existía para él. por la dualidad de la consistencia de esos dos mundos.
Esta dualidad la divide en dos elementos que darán lugar al studium y al punctum .

### Punctum
Vendría dado por la fascinación, por la emotividad, que provoca una respuesta en el espectador. Algo que no se busca sino que sale de la escena para "pinchar" a este. Se encuentra en fotos que no están conscientemente hechas. Basta con verlas, para percibir esa punzada en pleno rostro. Se dan siempre dentro de un encuentro azaroso, nunca premeditado. Sin teatralidad. Es lo que se ve, pero que el fotógrafo no vio en el momento de tomar la fotografía.

### Studium
Señala la atracción que el espectador siente por la imagen. Tiene que ver con la extensión como territorio, en función de la cultura y saber propio. Remite a la información sobre un campo. El gusto por algo o alguien pero sin más grandeza, algo que interesa porque se comparte el gusto por el tema que se trata y que apreciamos. Nos gusta la imagen porque comprendemos qué quiere mostrar el fotógrafo. Informa, representa, hace significar, da ganas de conocer. Reconocemos con mayor o menor placer, sin goce ni dolor. Son la mayoría de las fotos que existen en la vida. Son, según palabras del propio Barthes “unarias”, fotos que no se abren al “advenimiento”. Fotos de reportaje, pornográficas, ineficaces para herir, para perturbar.

### Advenimiento
Lo que se siente ante esas fotos que generan el punctum.

### Studiumdentro de "to like"
El espectador comprende qué quiere mostrar el fotógrafo: informa, representa, hace significar, da ganas de conocer. Reconoce estas cuestiones con mayor o menor placer, sin goce ni dolor. Son la mayoría de las fotos que existen. Son “unarias”, no se abren al advenimiento. Son, por ejemplo, las fotos de reportaje, pornográficas, fotografías estándar. Ineficaces de herir, de perturbar.

### Punctumdentro de "to love"
Raramente un detalle atrae y la lectura cambia. Es fortuíto, dado por la gracia. Fotos que no están conscientemente hechas. Basta con verla, para recibirla en pleno rostro. Se dan siempre dentro de un encuentro azaroso, nunca premeditado. Sin teatralidad.

### Punctumen la intensidad del tiempo
Barthes encuentra una relación entre la imagen y el pasado o la muerte: el sujeto fotografiado va a morir, en la fotografía puede intuirse entonces la muerte futura.

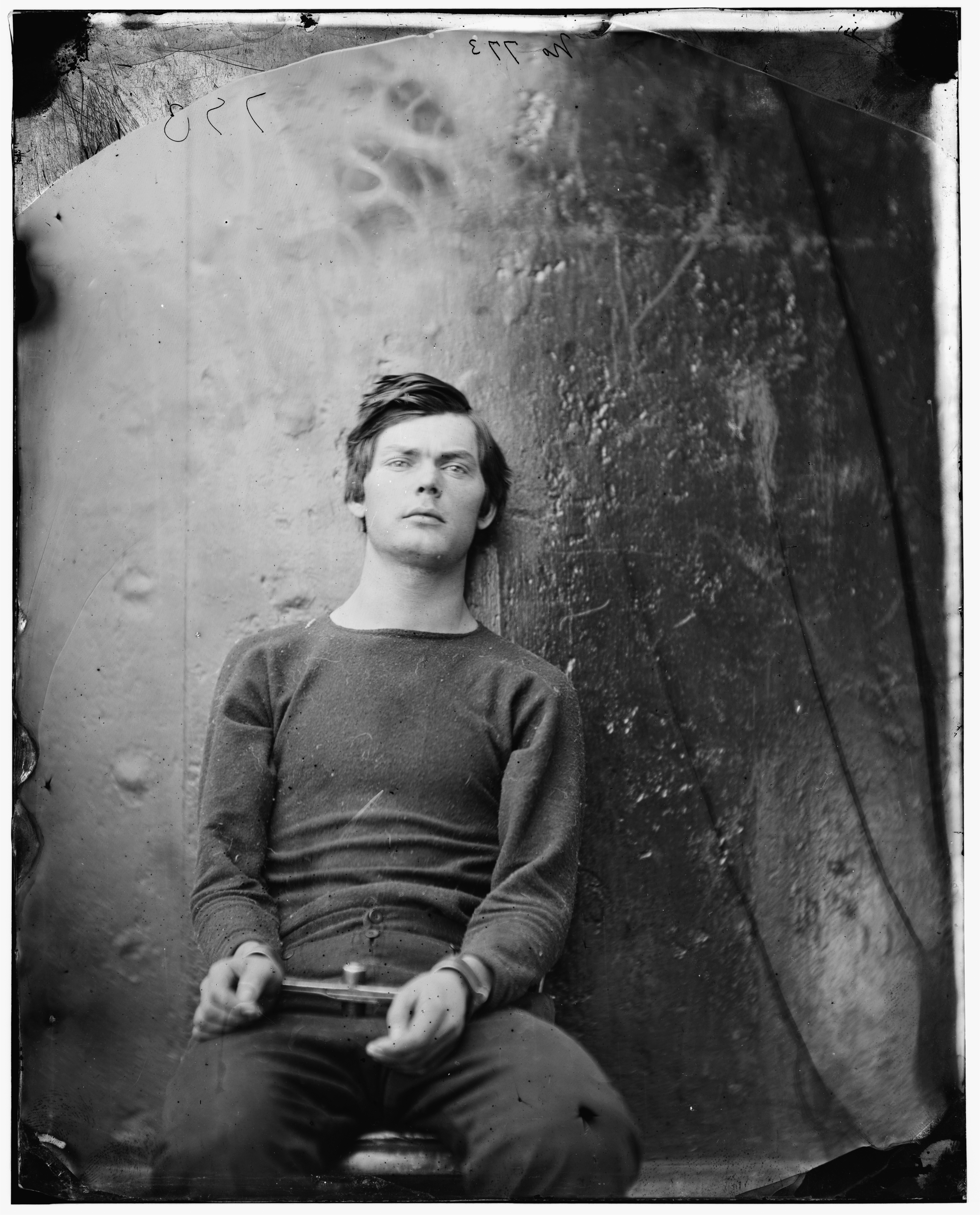
Alexandre Garder "Lewis Payne, el prisionero antes de la ejecución", 1895

En la fotografía de Alexandre Gardner, el 'studium' sería: foto bella de un muchacho hermoso. Y el 'punctum': la muerte futura. Pero en segunda instancia, también comunica la muerte futura del espectador ("memento mori"). Esto llevaría al observador a plantearse la pregunta: ¿por qué estoy yo vivo aquí y ahora?, que a su vez, lleva al pensamiento del día en el que uno mismo no estará. Por lo tanto, toda foto da lugar al pensamiento de la propia muerte futura. Esto es el punctum en la intensidad del tiempo (esto ha sido) en lugar de en la forma. El tiempo funciona como punctum, porque ni el fotógrafo ni nadie pueden percibir el sentido de lo que ya ha sido en el presente. 
Según Michael Fried, el punctum "está latente en las fotografías contemporáneas para brotar de ellas, revelarse (como en el sentido fotográfico del término), por medio del inexorable paso del tiempo.

## La antiteatralidad como generadora delpunctum
El hecho de posar es considerado por Barthes como un elemento teatral. Al posar se altera el interior de uno mismo, me fabrico otro cuerpo, y me transformó con anterioridad en imagen. También soy distintos “mirar”: el que creo ser, el que quiero que otros crean que soy, el que el fotógrafo cree que soy, y aquel de quien yo quiero ser. A su vez, no cesó de imitarme, lo que da lugar a la creación de una impostura (teatro).
La foto del invernadero le gustaba porque no tenía teatralidad. No se suponía, no se debatía con su propia imagen. Al final del libro a esa inocencia del rostro le llama “el aire”, que sería todo aquello que nos es dado como un acto de gracia, el alma que aflora puramente ante el rostro en la fotografía.

## La muerte y el duelo
Tras la parte de cerrar los ojos, Barthes deja toda la línea del punctum y dice que aún no dio la explicación de la naturaleza de la foto. Utiliza la foto de su madre de niña (la fotografía del invernadero), buscando el recuerdo involuntario (Proust)
Lo importante de una foto es que es el testimonio de lo que ha sido, de lo que aconteció, lo que una vez fue. Bloquea el recuerdo convirtiéndolo en un antirrecuerdo.
Barthes no muestra la foto del invernadero, pues solo existe para él solo, para los demás solo será una foto más.
También la ve en la foto de A. Phillip Randolph(1976) por R. Avedon, donde percibe un aire de bondad y ninguna pulsión de poder. Superar la pose (evitar la teatralidad) da lugar al punctum.
La antiteatralidad aparece en tanto el tiempo se vuelve y deviene visible tras el acto fotográfico.
Barthes sentía un especial interés por las fotos donde el modelo miraba fijamente a los ojos, esa frontalidad, le llevaba todavía más al pensamiento de una muerte futura. (mirar fotos de Becher, Ruff, Strurh, Distra) La foto capta la atención no perceptiva, la atención absorta, da lugar a la percepción del aire, por eso algunos retratos frontales valen para el punctum y otros no.
Para Barthes es la foto la que debe superar la teatralidad.